# Folhapress
Criada em 1994, a Folhapress é uma agência de notícias brasileira pertencente ao Grupo Folha, conjunto de empresas coligadas do qual o jornal Folha de S.Paulo faz parte. A Folhapress comercializa e distribui diariamente fotos, textos, colunas, ilustrações, infográficos, vídeos e áudios a partir do conteúdo editorial da Folha, do Agora São Paulo e de parceiros. Já indexou mais de 700 mil fotos.